# Överjäst öl
Överjäst öl är öl som fått jäsa vid förhållandevis hög temperatur (ca 14–20 °C) och där jästen därigenom hamnar på ytan på grund av att jästen följer med koldioxidbubblorna upp, därav namnet överjäst. 
Överjäst öl kännetecknas av att jästen ger betydligt mer smak (ofta fruktig smak) till ölet än vid underjäsning. Det är vanligt att doften är betydligt fylligare och fruktigare än vad smaken sedan är.
De flesta överjästa öl återfinns under samlingsnamnet ale, men även veteöl är en överjäst öltyp.
I Storbritannien dominerar överjäst öl, i till exempel mild, bitter, porter och stout. Även i Belgien finns en stor mångfald av överjästa öl. I övriga världen är underjäst öl vanligare som i till exempel vanlig pilsner.

## Jäsningen
Jästen som används vid överjäsning har odlats fram från spontanjäst öl. Det var först under 1800-talet jästens betydelse vid ölbryggning klargjordes. Två viktiga framsteg var Louis Pasteurs upptäckt att en encellig mikroorganism var avgörande i processen som förädlade sockret till alkohol samt Emil Christian Hansens renodlade jästsort Saccharomyces carlsbergensis. Genom att använda denna rena jästsort kunde ölen lagras längre utan risk för ölsjuka.

## Typer

### Ale
Under samlingsnamnet ale (uttalas även i svenskan på engelskt vis: "ejl") presenteras de flesta överjästa öl. Det finns flera olika varianter, oftast landsspecifika. Nämnas kan engelsk bitter, real ale och barley wine, liksom India pale ale, IPA, samt de tyska altbier och kölsch.

### Porter
Porter är en mörk öltyp som passar bra till choklad. Portern slog igenom i England under 1700-talet och under 1700-talets slut spreds portern även till Sverige. Den dominerande portern i Sverige är Carnegie Porter.
En starkare variant av porter började produceras i England och den kallades Stout-Porter, vilket senare förkortades bara stout.

### Veteöl
Veteöl eller Weißbier är överjäst öl där man inte bara använder malt från sädesslaget korn, utan även en viss del vetemalt. I södra Tyskland är andelen vetemalt ofta högre (uppemot 50%) och ölet går då ofta under benämningen Weizenbier. Vetet ger en mildare, friskare ton med låg humlebeska och ölet får en smak som istället domineras av jästens olika fruktiga aromer.

### Webbkällor
- Överjäst öl från Systembolaget.se